# Chlorophytum distichum
Chlorophytum distichum là một loài thực vật có hoa trong họ Măng tây. Loài này được H.Perrier mô tả khoa học đầu tiên năm 1935.